# Dady Brieva
Pour les articles homonymes, voir Brieva.
Dady Brieva, né le 5 mars 1957 à Santa Fe (Argentine), est un acteur argentin, ancien membre du trio comique Midachi (es).

## Filmographie partielle

### Au cinéma
- 1992 : Siempre es difícil volver a casa : Ramiro
- 2000 : Midachi: el regreso del humor
- 2007 : Incorregibles : Pedro
- 2007 : Isidoro, la película : Isidoro Cañones (voix)
- 2007 : Más que un hombre : Norberto
- 2016 : El ciudadano ilustre : Antonio
- 2019 : 4x4 de Mariano Cohn : Enrique Ferrari
- 2025 : La virgen de la tosquera de Laura Casabé :

### À la télévision
- 2014-2015 : Guapas : Mario 'Tano' Manfredi (169 épisodes)